# Šivolji
Šivolji (cyr. Шивољи) – wieś w Bośni i Hercegowinie, w Republice Serbskiej, w gminie Kalinovik. W 2013 roku liczyła 46 mieszkańców.